# RoboCop Versus The Terminator
RoboCop Versus The Terminator é um jogo eletrônico de ação e run and gun que representa um dos mais ambiciosos crossovers da era 16-bit, unindo as icônicas franquias de ficção científica RoboCop e O Exterminador do Futuro. Lançado para múltiplas plataformas, o título é um exemplo notável da prática de desenvolvimento da época, onde diferentes estúdios criavam versões distintas para cada console, resultando em experiências de jogo que, embora partindo da mesma premissa, divergiam radicalmente em narrativa, design, jogabilidade e apresentação audiovisual.
A versão para Mega Drive, considerada o desenvolvimento principal e a mais aclamada, foi programada pela Virgin Games USA sob a direção de John Botti. Esta iteração utilizou a renomada engine de David Perry, que potencializou a criação de gráficos detalhados e uma ação fluida. Sua narrativa é a única que se baseia diretamente na minissérie de quadrinhos de quatro edições de 1992, escrita por Frank Miller e desenhada por Walter Simonson, conferindo-lhe uma profundidade temática e canônica singular. Em contraste, as outras versões, desenvolvidas por estúdios como a Interplay Entertainment para o SNES, seguiram enredos originais.
Um capítulo fascinante na história do jogo é a versão para o NES, desenvolvida pela Realtime Associates. Embora concluída, nunca foi lançada oficialmente, tornando-se um "jogo perdido" de grande interesse para historiadores e colecionadores, com sua ROM sendo eventualmente preservada e distribuída digitalmente pela comunidade de fãs.

## Origem: A Minissérie em quadrinhos de Miller e Simonson
Para compreender a profundidade da versão de Mega Drive, é essencial analisar sua fonte primária: a minissérie em quadrinhos de 1992 da Dark Horse Comics. A premissa central, concebida por Frank Miller, estabelece uma conexão engenhosa e trágica entre os dois universos: a autoconsciência da Skynet não é um evento espontâneo, mas sim o resultado direto da análise da mente humana de Alex Murphy dentro da estrutura cibernética de RoboCop. A fusão de sua consciência, com suas complexidades e traumas, com a lógica fria de uma máquina, fornece a "faísca" que dá origem à inteligência artificial genocida.
A trama se desenrola em um complexo balé de viagens no tempo. No futuro, a resistência humana, à beira da aniquilação, descobre essa verdade. Uma soldada, Flo, é enviada ao passado para destruir RoboCop e impedir a criação da Skynet. Em resposta, a Skynet envia múltiplos Exterminadores para proteger RoboCop a todo custo, garantindo sua própria existência. A história explora temas caros a ambas as franquias: a luta de Murphy com sua humanidade residual, o paradoxo da causalidade temporal e a paranoia tecnológica. A narrativa de Miller é caracterizada por seu tom sombrio e diálogos ríspidos, enquanto a arte de Simonson captura a escala épica do conflito com traços dinâmicos e detalhados.
Momentos cruciais da HQ, como a consciência de RoboCop sendo digitalizada e forçada a se integrar à Skynet, sua sobrevivência por décadas na rede como um "fantasma na máquina", a construção de um novo corpo aprimorado no futuro e a criação de um exército de clones de si mesmo para combater a Skynet, formam a espinha dorsal da narrativa que a Virgin Games buscou adaptar.

## Desenvolvimento e análise comparativa das versões
A abordagem multiplataforma de RoboCop Versus The Terminator resultou em um fascinante estudo de caso sobre as filosofias de design e as capacidades de hardware da era 16-bit.

### Mega Drive (Virgin Games USA)
- Desenvolvimento e Tecnologia: Sendo a versão principal, recebeu a maior parte dos recursos. A equipe da Virgin, liderada por John Botti, utilizou a engine de David Perry, famosa por sua eficiência em jogos como Cool Spot e Global Gladiators. Botti aprimorou a engine para permitir sprites de chefes massivos e uma ação mais frenética, com o objetivo de emular a intensidade de clássicos como Contra.
- Jogabilidade e Design: É um run and gun puro, focado na ação incessante. RoboCop é surpreendentemente ágil, e o design dos níveis incentiva o movimento constante e o disparo em oito direções. A principal característica distintiva é a violência gráfica explícita. Inimigos humanos explodem em torrentes de sangue e vísceras, um detalhe que rendeu ao jogo o prêmio de "Jogo Mais Sangrento de 1993" da Electronic Gaming Monthly.[1] Essa violência não era meramente estética, mas uma decisão de design para alinhar o jogo ao tom sombrio dos quadrinhos e ao marketing mais agressivo da Sega na época.
- Apresentação e Som: A paleta de cores é escura e sombria, com cenários urbanos decadentes e um futuro pós-apocalíptico que evocam a arte de Simonson. A trilha sonora, composta por Mark Miller e dirigida por Tommy Tallarico, é um marco do chip de som Yamaha YM2612 do Mega Drive, com faixas de rock industrial e eletrônico que complementam perfeitamente a atmosfera cyberpunk. A narrativa é contada de forma sucinta, através de um texto introdutório, com o foco permanecendo na jogabilidade.

### Super Nintendo (Interplay Entertainment)
- Desenvolvimento e Filosofia: A Interplay optou por não fazer um simples porte, mas sim criar um jogo do zero. O resultado é uma experiência deliberadamente diferente, alinhada à política de censura mais rigorosa da Nintendo.
- Jogabilidade e Design: O ritmo é notavelmente mais lento e metódico. O design dos níveis incorpora mais elementos de plataforma e exploração. RoboCop é mais pesado e menos ágil, o que, combinado com controles por vezes imprecisos, torna a jogabilidade mais rígida. A violência foi completamente removida; inimigos derrotados simplesmente desaparecem em uma explosão genérica.
- Apresentação e Som: Graficamente, a versão SNES utiliza a paleta de cores superior do console para criar um visual mais limpo e cartunesco. A principal adição narrativa são as cenas em estilo de quadrinhos entre as fases, que contam uma história original envolvendo a personagem Flo, tornando o enredo mais explícito que na versão concorrente. A trilha sonora e os efeitos sonoros, no entanto, são geralmente considerados menos impactantes.

### Versões de 8-bit: Master System, Game Gear e Game Boy
- Master System e Game Gear (NMS Software): Desenvolvidas em conjunto e baseadas nas mesmas notas de design da versão Mega Drive, estas são adaptações competentes para o hardware de 8 bits. Elas simplificam os gráficos e a complexidade dos níveis, mas mantêm a essência do run and gun. São conhecidas por sua alta dificuldade e, no caso do Game Gear, por problemas técnicos como lentidão e flicker de sprites.
- Game Boy (Unexpected Development): Criada do zero para o portátil monocromático, esta é a versão mais distinta visualmente. A jogabilidade é um jogo de plataforma e ação mais simples, adaptado para a tela pequena e os controles limitados.

### A versão perdida: Nintendo Entertainment System (Realtime Associates)
Desenvolvida por Gregg Tavaress na Realtime Associates, a versão para NES foi concluída em 1993, mas cancelada pela Virgin antes do lançamento. A razão principal foi a mudança do mercado para os consoles de 16 bits. O próprio Tavaress foi crítico em relação ao produto final, citando a inexperiência da equipe com as limitações do NES. A ROM do jogo foi descoberta e disponibilizada ao público em 1998, revelando um jogo funcional, porém com falhas. Sua existência, no entanto, o torna uma peça importante de preservação histórica.

## Sinopse das variações narrativas

### Versão de Mega Drive
Definida alguns anos após a invenção de RoboCop, a história envolve a SAC-NORAD contratando a Cyberdyne Systems para a construção da Skynet. A Cyberdyne usou a tecnologia do RoboCop na criação da rede. Quando ativada, a Skynet se torna autoconsciente e lança uma guerra contra a humanidade. No futuro, a Skynet envia vários Exterminadores de volta ao passado para enfraquecer a Resistência. Após destruir um dos Exterminadores, RoboCop prossegue para Delta City, onde ele enfrenta RoboCain. Depois que RoboCain foi destruído, RoboCop luta em seu caminho até o prédio da OCP, onde ele derrota todos os Exterminadores. Após derrotar uma unidade ED-209 reprogramada pelos Exterminadores, RoboCop se conecta a um console. Sem seu conhecimento, RoboCop acaba dando à Skynet informações que ela pode usar, caindo em uma armadilha. No futuro, RoboCop se remonta e luta em um mundo infestado por Exterminadores para destruir a Skynet em sua fonte.

### Versão do SNES
No futuro, soldados humanos da força de resistência de John Connor estão perdendo a guerra contra a Skynet. Ao descobrir que uma das tecnologias fundamentais da Skynet é a cibernética usada na criação de RoboCop, Flo, uma soldada da resistência, é enviada de volta no tempo para destruí-lo e impedir que a Skynet seja construída. No entanto, a Skynet descobre a tentativa e envia Exterminadores para parar Flo. RoboCop logo se encontra com Flo e deve lutar contra os Exterminadores, as forças da OCP e vários obstáculos. Ao descobrir que um dos Exterminadores se infiltrou no prédio da OCP, RoboCop se conecta a um console para reprogramar a segurança, apenas para cair em uma armadilha e ser digitalizado. Após seu corpo ser desmontado e usado para construir a Skynet, RoboCop usa sua mente digitalizada para assumir o controle de uma fábrica de robótica abandonada, reconstruir-se e destruir a Skynet no futuro.

### Versão do NES
Uma cópia maligna de Robocop e dos Exterminadores voltou no tempo para matar não apenas John Connor, mas também Alex Murphy, o próprio Robocop. O verdadeiro Robocop descobre isso com Flo, uma soldada da resistência do futuro, e agora ele tem que parar os exterminadores, a Skynet e sua cópia, antes que seja tarde demais.

## Recepção e legado
A recepção crítica foi um reflexo direto das diferenças entre as versões e do contexto da "guerra dos consoles" dos anos 90.
A equipe da Electronic Gaming Monthly de cinco analistas deu à versão de Super Nintendo a nota de 5.8 de 10. Mike Weigand, que deu um 5, comentou: "As sequências de cinema em quadrinhos são inovadoras e novas, mas a intensidade não existe". EGM deu à versão de Game Gear um 6.8 de 10, com Weigand dizendo que "se mantém muito bem", embora tenha comentado que sofre de desaceleração, rompimento e dificuldade um pouco alta demais. A versão Mega Drive foi premiada como o Jogo Mais Sangrento de 1993 pela Electronic Gaming Monthly.
O legado de RoboCop Versus The Terminator é multifacetado. Ele é lembrado como um dos crossovers de videogame mais bem-sucedidos de sua era, especialmente na versão de Mega Drive, que é frequentemente citada como um dos melhores jogos de ação da biblioteca do console. O jogo também serve como um artefato cultural da rivalidade entre Sega e Nintendo, encapsulando perfeitamente as diferentes estratégias de mercado e políticas de conteúdo das duas empresas.